# Antônio Prado de Minas
Antônio Prado de Minas est une municipalité brésilienne de l'État du Minas Gerais et la microrégion de Muriaé.